# 戰爭 (卡牌遊戲)

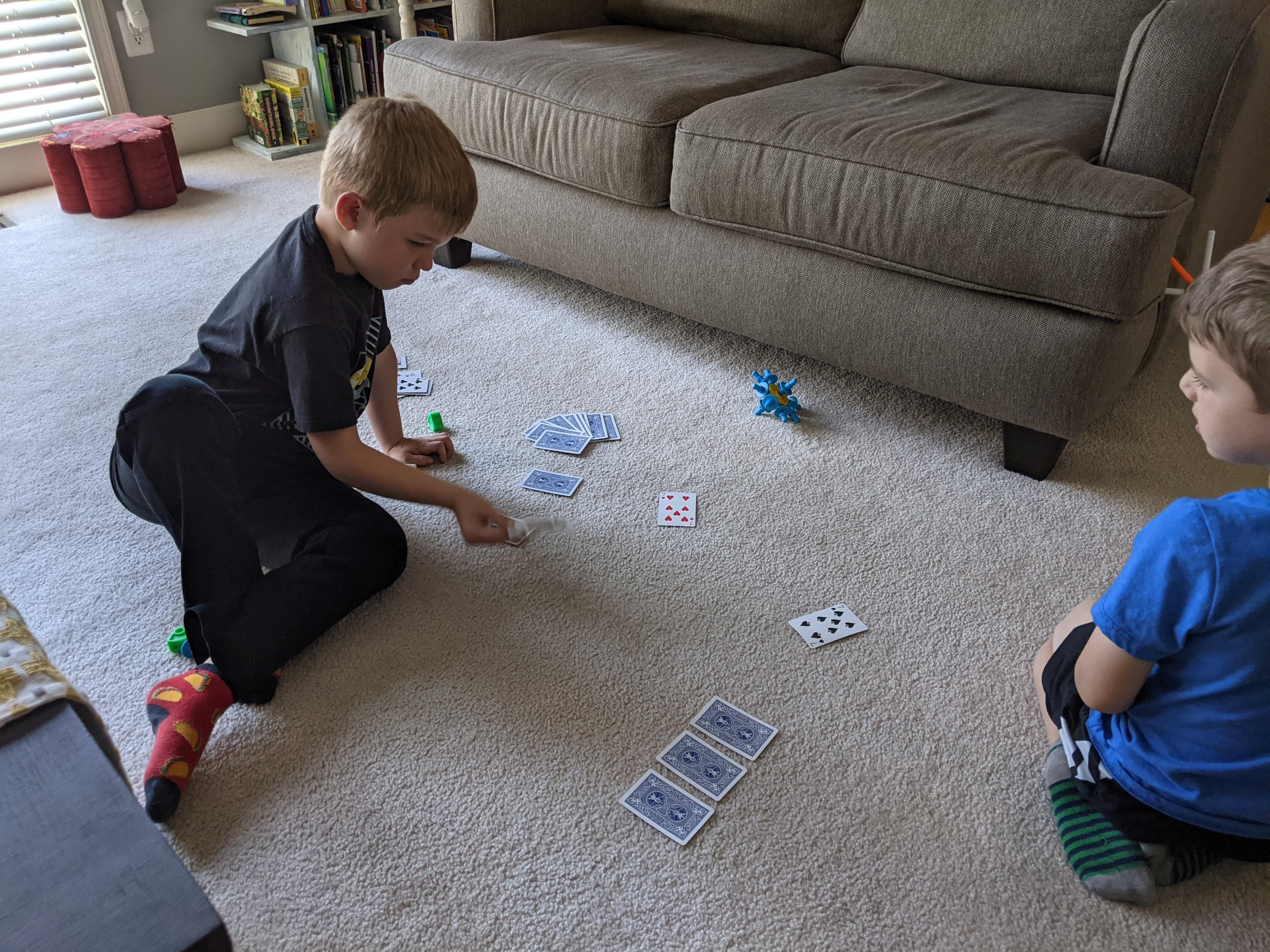
玩戰爭的兩名孩童

战争是一种兒童玩的卡片遊戲，通常玩家共有两名，道具就是普通的标准扑克牌。這種卡牌遊戲還有很多變體。游戏设计师格雷格·柯斯特恩表示，由于這種卡牌遊戲所有结果都是随机的，因此它可能不能算作游戏。 